# Cacocharis
Cacocharis là một chi bướm đêm thuộc phân họ Olethreutinae, họ Tortricidae Tortricidae.

## Các loài
- Cacocharis albimacula Walsingham, 1892
- Cacocharis canofascia (Forbes, 1930)
- Cacocharis cymotoma (Meyrick, 1917)